# 10965 ван Леверінк
10965 ван Леверінк (10965 van Leverink) — астероїд головного поясу, відкритий 26 березня 1971 року.
Тіссеранів параметр щодо Юпітера — 3,206.